# Пехштейн
Пехштейн (рос. пехштейн, англ. pitchstone, volcanic glass variety; нім. Pechstein m) — смоляний камінь, глибоко гідратоване кисле вулканічне скло, що містить понад 4-6 % мас. структурної води. Блиск смоляний. Забарвлення чорне, темно-зелене, чер-вонувато-буре. Густина 2,4-2,5. П. зустрічається серед відносно древніх змінених вулканогенних порід мезозойського і палеозойського віку, звичайно утворює дайки або тіла неправильної форми серед вулканогенних товщ, а також перлітів або цеолітизованих туфів.
Син. — смолка. Заст. термін.